# Kamichu!
Kamichu! (jap. かみちゅ!, Kamichu! kurz für Kami-sama de Chūgakusei!, dt. „eine Gottheit als Mittelschüler!“) ist eine Anime-Fernsehserie und ein Manga. Die Grundidee stammt von der Gruppe Besame Mūcho (ベサメムーチョ, von Besame Mucho), die aus dem Produzenten Tomonori Ochiai, dem Regisseur Kōji Masunari und dem Drehbuchautor Hideyuki Kurata besteht.
Die Handlung dreht sich um die japanische Mittelschülerin Yurie Hitotsubashi, die plötzlich eine Göttin wurde und sich nun mit ihrer Aufgabe zurechtfinden muss, wobei sie von ihren Freunden unterstützt wird. Die Serie thematisiert viele Elemente des Shintō.

## Handlung
Die zurückhaltende und unauffällige Mittelschülerin Yurie Hitotsubashi (一橋 ゆりえ) lebt in der Stadt Onomichi in der Präfektur Hiroshima. Eines Morgens im Frühling 1983 entdeckt sie, dass sie eine Göttin (神, kami) geworden ist, doch weiß sie nicht, was sie mit ihren neuen Kräften anfangen soll. Ihre Freunde geben ihr den Spitznamen Kamichu, von kami, Gott, und chūgakusei, Mittelschüler.
Ihre Mitschülerin Matsuri Saegusa (三枝 祀), die in einem nahen Shintō-Schrein wohnt und Priesterin ist, wird ihre Managerin und will mit ihrer Hilfe den Schrein bekannter und profitabler machen. Ihr bisheriger Gott, Yashima-sama (八島様), konnte keine Kundschaft locken, da er davon besessen ist, ein Rockstar zu werden. Nun soll Yurie in der Schule Wünsche erfüllen und für den Tempel arbeiten. Matsuris kleine Schwester Miko Saegusa (三枝 みこ), eine Miko, hatte die Kräfte von Yurie bestätigt. Sie ist die einzige, die neben Yurie die Götterwesen sehen kann. Zugleich versucht Yurie, die Aufmerksamkeit von Kenji Ninomiya (二宮 健児) zu erlangen, ein stiller Kalligrafiebegeisterter, in den sie sich verliebt hat.
Bald darauf verlässt Yashima den Schrein und geht in die Götterwelt. Da er vermisst wird, folgt Yurie ihm und lernt dabei die anderen Götterwelt des Shintō kennen. Sie überzeugt ihn, wieder zurückzukehren, doch ergreift er von Zeit zu Zeit von Yuries Freundin Mitsue Shijō (四条 光恵) Besitz, um so seine Musikleidenschaft auszuleben.
Als der Pleitegott in die Stadt kommt, stürzt dieser die lokale Wirtschaft in eine Krise. Als dann Yuries Katze Tama ausreißt und im Meer fast ertrinkt, ergreift der Pleitegott von ihr Besitz und rettet sie so. Daraufhin lebt dieser weiterhin bei Yurie in ihrer Katze, die daraufhin intelligent wird, und richtet kein Unheil mehr an. Bald darauf werden Yurie drei Helfer von der Göttervereinigung geschickt. Diese sollen sie bei ihren Aufgaben unterstützen. In der folgenden Zeit wird sie von der Regierung gegen Außerirdische eingesetzt, kümmert sich um die Menschen und Tiere der Stadt und nimmt an Götterversammlungen teil.
Schlussendlich gelingt es ihr, Kenji ihre Liebe zu gestehen und mit ihrem Leben als Göttin und Schülerin zurechtzukommen.

## Konzeption
Die Serie behandelt die Vielfalt der shintōistischen Götterwelt sowie deren Erscheinungsformen. So ist Yurie eine Arahitogami, auch andere Gottes- und Geistergestalten treten auf. Es werden auch historische Themen aufgegriffen, so das Schlachtschiff Yamato, das während des Zweiten Weltkrieges im Pazifik sank und in der zehnten Folge der Serie von Yurie nach Japan zurückgeholt wird.
In der Serie kommen ebenso einige Running-Gags vor. So die Katze Tama, die intelligent geworden ist, aber erfolglos versucht, dies vor Yuries Bruder Shōkichi Hitotsubashi geheim zu halten oder Yuries Freundin, die immer wieder von Yashima kontrolliert wird.
Die Nachnamen der Protagonisten sind durchnummeriert: Hitotsubashi = „1 Brücke“, Ninomiya = „2 Schreine“, Saegusa = „3 Zweige“ und Shijō = „4 Stück“. Die Vornamen der beiden Saegusa-Schwestern haben ebenfalls einen Bezug zum Schrein: Matsuri bezeichnet von Schreinen veranstaltete Volksfeste und Miko Schreinmädchen. Die drei Gehilfen von Yurie – ein Eber, ein Hirsch und ein Schmetterling – bilden ein Siegerblatt in der Hanafuda-Variation Koi-Koi.

## Veröffentlichungen
2005 produzierte Aniplex mit Brain’s Base als ausführendem Studio die Anime-Fernsehserie mit 12 Folgen, bei der Kōji Masunari Regie führte. Das Charakter-Design wurde entworfen von Takahiro Chiba und die künstlerische Leitung übernahm Yukihiro Shibutani. Die Drehbücher stammen von Hideyuki Kurata. Der Anime wurde vom 29. Juni bis zum 28. September 2005 nach Mitternacht (und damit am vorigen Fernsehtag) auf TV Asahi im Großraum Kantō ausgestrahlt. Mit etwa einer Woche Versatz folgte ABC im Großraum Kinki und mit zwei Wochen Versatz auf Nagoya TV im Großraum Chūkyō (Aichi, Gifu und Mie).
Für die DVD-Veröffentlichung wurden 4 zusätzliche Folgen produziert, die DVD-Folgen 8, 11, 13 und 16. Der Titel jeder Folge ist der Titel eines Liedes eines japanischen Idols von 1980 bis 1990.
Die Serie wurde auch vom Sender Animax auf Englisch in Ost- und Südostasien ausgestrahlt und wurde von Geneon Entertainment in den USA auf DVD veröffentlicht.
Die Mangaumsetzung, die von der Gruppe Besame Mūcho stammt, erschien bei Media Works im Magazin Comic Dengeki Daiō 6/2005 bis 1/2007, was den Erscheinungsdaten 21. April 2005 bis 21. November 2006 entspricht. Die Zeichnungen stammen von Hanaharu Naruco, der sonst hauptsächlich Ab-18-Manga zeichnet. Die Kapitel 2 wurden in Tankōbon (Sammelbände) zusammengefasst die am 27. Januar 2006 und 27. März 2007 veröffentlicht wurden.

### Synchronisation
| Rolle              | japanischer Sprecher (Seiyū) |
| ------------------ | ---------------------------- |
| Yurie Hitotsubashi | MAKO                         |
| Kenji Ninomiya     | Issei Miyazaki               |
| Matsuri Saegusa    | Rika Morinaga                |
| Mitsue Shijō       | Kaori Mine                   |
| Yashima-sama       | Kōsuke Okano                 |
| Tama               | Chiwa Saitō                  |

### Musik
Für die Serie wurde von Maho Tomita der von Jumpei Fujita komponierte Vorspanntitel Hare nochi Hare (晴れのちハレ!) gesungen, dessen Text von Bee' geschrieben wurde. Für den Abspann verwendete man das Lied Ice Candy (アイスキャンディー, Aisu Kyandī) von MAKO, der Text stammt von Bee’, die Musik von Noriyasu Agematsu.
Zu Kamichu! sind drei CDs erschienen, davon zuerst im August 2005 Ice Candy und Hare nochi Hare. Im Oktober darauf kam eine CD mit dem Soundtrack der Animeserie heraus.

## Auszeichnungen
Die Animeserie Kamichu! wurde auf dem Japan Media Arts Festival 2005 mit dem Preis für die beste Animation ausgezeichnet.